# Леді Сіф
Сіф (англ. Sif) — вигадана персонажка, що з'являється в американських коміксах видавництва Marvel Comics. Персонажка зазвичай зображується в асоціації з супергероєм Тором. Заснована на скандинавській богині Сіф, вона була створена Стеном Лі та Джеком Кірбі та вперше з'явилася в «Journey Into Mystery» #102 (березень 1964). Як асґардійська воїтелька і кохана Тора, Сіф часто супроводжує Тора в бою. Вона також билася пліч-о-пліч з Бальдером, братом Тора, який відчув до неї нерозділений потяг, оскільки вона ніколи не виявляє прихильності ні до кого, крім Тора і деяких осіб, які виявилися гідними володіти його молотом Мйольнір, таких як благородний іншопланетний воїн Бета Рей Білл і смертний Ерік Мастерсон.
Сіф з'являлася в різних адаптаціях коміксів про Тора. Джеймі Александер зображує леді Сіф у фільмах кіновсесвіту Marvel «Тор» (2011), «Тор: Царство темряви» (2013) та «Тор: Любов і грім» (2022), а також у першому та другому сезонах телесеріалу «Агенти Щ.И.Т.» та одному епізоді першого сезону телесеріалу «Локі». Крім того, альтернативні часові версії Сіф з'являються у двох епізодах анімаційного серіалу Disney+ «А що як...?».

## Вигадана біографія

### Захисниця
Хоча її походження невідоме, Сіф є сестрою вічно вірного Геймдалля. До того, як стати дівою щита, вона навчалася в асґардійській школі воїнів, будучи єдиною дівчинкою в класі.
В акті дитячих ревнощів Локі обрізав золоте волосся Сіф, поки вона спала. Бог лиходійства, побоюючись відплати, домовився з гномами Ейтрі та Броком, щоб ті зробили Сіф нові локони. Але через те, що Локі не заплатив їм, гноми зробили так, що волосся почорніло, коли вони поклали його на голову Сіф.
Сіф познайомилася з Тором, коли вони обидва були молодими, після того, як він врятував її від зграї вовків. Відтоді вони були нерозлучні, росли разом, а в дорослому віці мали періодичні любовні зв'язки. Сіф потрапила в полон до короля штормових велетнів Руґґи, який обміняв її на Гелу за безсмертя, але коли Тор приніс себе в жертву замість свого союзника, Королева Смерті була зворушена його жертвою і звільнила їх обох.
Сіф і Тор провели роки в розлуці, поки вона продовжувала своє навчання. Лише коли Тор бився з Невідомим, жінка-воїн прийшла йому на допомогу і допомогла перемогти чудовисько.

### Майстерна фехтувальниця
Як і всі асґардійці, Сіф надзвичайно довгожителька та несприйнятлива до звичайних хвороб. Вона володіє надлюдською силою, здатна підняти 30 тонн, і витривалістю. За допомогою зачарованого меча Сіф долає простір і переміщується між вимірами. Іноді вона виїжджає в бій на крилатому коні.
Під час короткого перебування на посаді регента Асґарду Сіф володіла невеликою частиною Сили Одіна. Раніше вона використовувала Північні Камені, щоб відстежувати ауру в просторі, левітувати, телепортуватися, ставати невидимою і створювати спалахи світла. Сіф — вправна воїтелька, добре підготовлена до бою, досконало володіє мечем, луком і стрілами.

### Космічні загрози
Будь-хто, чи то демон, чи бог, чи будь-хто інший, хто прагне завдати шкоди або узурпувати владу асів та їхнього вождя, Одіна Всебатька, виступає проти урочистого обов'язку Сіф як діви щита. До таких супротивників належать інші безсмертні, такі як Локі, бог лиха, а також різні боги та богині смерті, і демон вогню Суртур.
Локі безпосередньо відповідальний за те, що золоте волосся Сіф змінило відтінок на воронячий. Його ревнощі до прийомного брата Тора спричиняють постійні негаразди, через які Сіф змушена або рятувати, або захищати своє кохання, а також решту Асґарду від його підступів. Такі схеми охоплюють, коли Локі зайняв тіло Сіф і кинув її в тіло вмираючого старого смертного, щоб пережити Раґнарок; він також майже змусив могутню діву вийти за нього заміж у своїх спробах правити Асґардом і узурпувати Одіна.
Локі — не останній небажаний наречений, з яким зіткнулася Сіф. Схожий на дитину Гейм, пізніше Адам Ворлок і вампір Дракула бажали її як партнерку й вирішили або викрасти її, або перетворити на вампірку відповідно.
Як воїтелька, Сіф бере участь у багатьох битвах для захисту Асґарду і стикається з такими супротивниками, як олімпійський бог смерті Плутон, єгипетський бог смерті Сет, богиня смерті Гела, володар пекла Мефісто і всі їхні поплічники.

## Сили й вміння
Сіф володіє загальними для всіх асґардійців силами, її фізіологія надає надлюдську силу, більшу, ніж у середньостатистичної асґардійки та на рівні середньостатистичного асґардійця, обмежену невразливість, а також розвинену витривалість, швидкість, спритність і рефлекси. Сіф також надзвичайно довгожителька і підтримує свою молодість і життєву силу завдяки споживанню золотих яблук. Вона також висококваліфікована в рукопашному бою і майстерно володіє холодною зброєю, віддаючи перевагу в бою мечу і щиту. Про неї часто говорять, що вона є найкращою жінкою-бійцем в Асґарді, нарівні з Валькірією.
У ранніх проявах Сіф також володіла вродженою здатністю телепортувати себе та інших з Землі в Асґард.

## Поза коміксами

### Телебачення
- Леді Сіф фігурувала в анімаційному телевізійному серіалі «Шоу команди супергероїв», епізоді «О, брате!», Озвучена акторкою Трішею Гелфер[4].
- Леді Сіф фігурувала в анімаційному телевізійному серіалі «Месники: Могутні герої Землі». Озвучена Нікою Футтерман[5].

### Кіно
- Леді Сіф фігурувала у мультфільмі «Галк проти Тора», озвучена Ґрей Делайзлою[6].
- Леді Сіф фігурувала у мультфільмі «Тор: Асґардійські казки», озвучена Тарою Стронґ[5].

### Відеоігри
- Леді Сіф з'являється як NPC у відеогрі «Marvel: Ultimate Alliance» та озвучена Едріенн Барбо[5].
- Леді Сіф з'являється у відеогрі «Thor: God of Thunder» з Джеймі Александер, яка повторила цю роль[7].
- Леді Сіф з'являється як ігрова персонажка у відеогрі на Facebook «Marvel: Avengers Alliance».
- Леді Сіф з'являється у відеогрі «Marvel Heroes», озвучена Емі Пембертон[8].
- Леді Сіф з'являється як завантажувана ігрова персонажка у грі «Lego Marvel Super Heroes», озвучена Тарою Стронґ[5].
- Леді Сіф з кіновсесвіту Marvel з'являється у відеогрі на основі фільму «Тор: Царство темряви», озвучена Сарою Наточенні[5].
- Леді Сіф з'являється у відеогрі «Disney Infinity», озвучена Лорою Бейлі[5][9].
- Леді Сіф з'являється як ігрова персонажка у відеогрі «Marvel Avengers Alliance Tactics».
- Леді Сіф з'являється як ігрова персонажка у відеогрі «Marvel: Future Fight».
- Леді Сіф з'являється як ігрова персонажка у відеогрі «Lego Marvel's Avengers», озвучена Мері Елізабет Макґлінн[10].
- Леді Сіф з'являється як ігрова персонажка у відеогрі «Marvel Avengers Academy»[11].

### Анімаційні комікси
- Леді Сіф з'являлася у четвертому епізоді анімаційного коміксу під назвою «Тор і Локі: Кровні брати»[12], озвучена Елізабет Діннет[5].

### Романи
- Леді Сіф фігурує в трьох романах трилогії «Асґардійські казки», написаної Кітом Р. Е. Декандідо та опублікованої видавництвом Joe Books. Сіф є учасницею наступних книг трилогії: «Marvel Тор: Двобої з велетнями» (2015), «Marvel Сіф: Навіть дракони помирають» (2016) та «Marvel Трійка воїнів: Кінець божественності» (2017).

## Видання
| Назва                                                                 | Випуски                               | Кількість сторінок | Дата видання     | ISBN           | ASIN            | Примітки |
| --------------------------------------------------------------------- | ------------------------------------- | ------------------ | ---------------- | -------------- | --------------- | -------- |
| Journey Into Mystery Featuring Sif - Volume 1: Stronger Than Monsters | Journey Into Mystery #646-650         | 120 стор.          | 11 червня 2013   | 978-0785161080 |                 | [ 13 ]   |
| Journey Into Mystery Featuring Sif - Volume 2: Seeds of Destruction   | Journey Into Mystery #651-655         | 112 стор.          | 5 листопада 2013 | 978-0785184478 |                 | [ 14 ]   |
| Sif: Journey Into Mystery - The Complete Collection                   | Sif #1; Journey Into Mystery #646-655 | 248 стор.          | 5 вересня 2017   | 978-1302906832 | ASIN 1302906836 | [ 15 ]   |